# Президентские выборы в Словении (2022)
Президентские выборы в Словении 2022 — очередные выборы Президента Словении, которые прошли в два тура 23 октября и 13 ноября 2022. Действующий президент Борут Пахор не имел права баллотироваться из-за ограничения количества сроков.

## Избирательная система
Президент Словении избирается раз в 5 лет всеобщим тайным голосованием по системе абсолютного большинства. Если в первом туре ни один из кандидатов не получает большинства голосов, то проводится второй тур между двумя кандидатами, набравшими наибольшее количество голосов.
Согласно избирательному закону, кандидат в президенты должен получить поддержку:
- 10 членов Национальной ассамблеи или
- по крайней мере, одной политической партии и или 3 членов парламента или 3 тысяч избирателей или
- 5 тысяч избирателей.

Политическая партия имеет право поддержать выдвижение только одного кандидата.

## Кандидаты
- Милан Брглез — спикер Государственного собрания (2014—2018). Член Европейского парламента (с 2019 г.);
- Анже Логар — министр иностранных дел Словении в третьем правительстве Янши с 13 марта 2020 года по 1 июня 2022 года;
- Наташа Пирц-Мусар — комиссар по информации (2004—2014), адвокат, президент Красного Креста Словении[3];
- Янез Зиглер Краль — министр труда (2020—2022);
- Миха Кордиш — депутат Государственного собрания;
- Владимир Пребилич — мэр Кочевья (с 2010);
- Сабина Сенчер — гинеколог.

## Опрос общественного мнения

### Рейтинг кандидатов в первом туре
| Дата опроса         | Источник опроса       | Количество опрошенных |                               |                                              |                               |
| ------------------- | --------------------- | --------------------- | ----------------------------- | -------------------------------------------- | ----------------------------- |
| Дата опроса         | Источник опроса       | Количество опрошенных |                               |                                              |                               |
| Дата опроса         | Источник опроса       | Количество опрошенных | Милан Брглез Социал-демократы | Анже Логар Словенская демократическая партия | Наташа Пирц-Мусар Независимая |
| 27 сентября 2022    | Ninamedia/Mladina     | 500                   | 18.9 %                        | 27.3 %                                       | 23,3 %                        |
| 28-30 сентября 2022 | Valicon/RTV Slovenija | 1547                  | 12.1 %                        | 21.5 %                                       | 19,7 %                        |
| 10-14 октября 2022  | Parsifal/Nova24TV     | 705                   | 10.7 %                        | 27.1 %                                       | 19.9 %                        |
| 17-19 октября 2022  | Mediana/POP TV/Delo   | 824                   | 17.3 %                        | 30,1 %                                       | 20.5 %                        |
| 18-21 октября       | Valicon/RTV Slovenija | 1989                  | 12.3 %                        | 24,8 %                                       | 21.4 %                        |

## Результаты
| Кандидаты                                 | Партия                            | Первый раунд | Первый раунд | Второй раунд | Второй раунд |
| Кандидаты                                 | Партия                            | Голосов      | %            | Голосов      | %            |
| ----------------------------------------- | --------------------------------- | ------------ | ------------ | ------------ | ------------ |
| Анже Логар                                | Словенская демократическая партия | 292 224      | 33,96 %      |              |              |
| Наташа Пирц-Мусар                         | Независимый                       | 231 234      | 26,87 %      |              |              |
| Милан Брглез                              | Социал-демократы                  | 132 609      | 15,41 %      |              |              |
| Владимир Пребилич                         | Независимый                       | 91 762       | 10,66 %      |              |              |
| Сабина Сенчер                             | Независимый                       | 51 244       | 5,95 %       |              |              |
| Янез Зиглер Краль                         | Новая Словения                    | 37 423       | 4,35 %       |              |              |
| Миха Кордиш                               | Левые                             | 24 079       | 2,80         |              |              |
| Недействительные/пустые голоса            |                                   |              |              |              |              |
| ВМЕСТЕ                                    |                                   |              |              |              |              |
| Зарегистрированные избиратели/голосование |                                   |              |              |              |              |
| Источник: Volitve                         |                                   |              |              |              |              |